# Saint Lucia i olympiska sommarspelen 2020
Saint Lucia deltog med en trupp på fem idrottare vid de olympiska sommarspelen 2020 i Tokyo som hölls mellan den 23 juli och 8 augusti 2021 efter att ha blivit framflyttad ett år på grund av coronaviruspandemin. Det var sjunde raka sommar-OS som Saint Lucia deltog vid. Ingen av landets deltagare erövrade någon medalj.

## Friidrott
Förkortningar
- Notera– Placeringar avser endast det specifika heatet.
- Q = Tog sig vidare till nästa omgång
- q = Tog sig vidare till nästa omgång som den snabbaste förloraren eller, i teknikgrenarna, genom placering utan att nå kvalgränsen
- i.u. = Omgången fanns inte i grenen
- Bye = Idrottaren behövde inte tävla i omgången

Teknikgrenar
| Idrottare      | Gren              | Kval    | Kval      | Final            | Final            |
| Idrottare      | Gren              | Distans | Placering | Distans          | Placering        |
| -------------- | ----------------- | ------- | --------- | ---------------- | ---------------- |
| Levern Spencer | Damernas höjdhopp | 1,86    | =22       | Gick inte vidare | Gick inte vidare |

## Segling
| Idrottare               | Gren                  | Race | Race | Race | Race | Race | Race | Race | Race | Race | Race | Race | Poäng | Placering |
| Idrottare               | Gren                  | 1    | 2    | 3    | 4    | 5    | 6    | 7    | 8    | 9    | 10   | M*   | Poäng | Placering |
| ----------------------- | --------------------- | ---- | ---- | ---- | ---- | ---- | ---- | ---- | ---- | ---- | ---- | ---- | ----- | --------- |
| Luc Chevrier            | Herrarnas laser       | 30   | 34   | 32   | 33   | 34   | 14   | 28   | 30   | 30   | 30   | EL   | 261   | 31        |
| Stephanie Devaux-Lovell | Damernas laser radial | 14   | 36   | 34   | 5    | 35   | 27   | BFD  | 38   | 11   | 16   | EL   | 216   | 28        |

M = Medaljrace; EL = Utslagen – gick inte vidare till medaljracet

## Simning
| Idrottare           | Gren                   | Heat       | Heat      | Semifinal        | Semifinal        | Final            | Final            |
| Idrottare           | Gren                   | Tid        | Placering | Tid              | Placering        | Tid              | Placering        |
| ------------------- | ---------------------- | ---------- | --------- | ---------------- | ---------------- | ---------------- | ---------------- |
| Jean-Luc Zephir     | Herrarnas 100 m frisim | 51,94      | 54        | Gick inte vidare | Gick inte vidare | Gick inte vidare | Gick inte vidare |
| Mikaili Charlemagne | Damernas 50 m frisim   | 26,99 0NR0 | 49        | Gick inte vidare | Gick inte vidare | Gick inte vidare | Gick inte vidare |